# ケネディクス
ケネディクス株式会社（英: Kenedix, Inc. 、略称: KDX）は、不動産ファンドを運営する日本の企業（株式会社）。

## 概要
元々は米国不動産会社ケネディ・ウィルソン・インク (Kennedy Wilson) の子会社として1995年に発足した（旧称はケネディ・ウィルソン・ジャパン株式会社）。日本国内最大の独立系不動産ファンド会社である。受託資産残高（AUM）1.4兆円。設立当初は主に米国での不動産オークションの仕組みを日本企業や金融機関に紹介していた。
1998年頃から、米国の投資家から担保不動産のデューデリジェンス業務を受託、続いて米国系の投資家と組み、不動産・債権への投資を開始。現在は米国西海岸で10物件に500億円を投資済みで、豪州、中国、東欧、英独でも体制構築を推進、2009年度から収益寄与が目標。コーポレートミッションは「不易流行」「和魂世才」「信則人任」。
2020年11月、三井住友ファイナンス&リースがケネディクスに対して株式公開買付け（TOB）を実施し、子会社化することを発表。2021年3月、ケネディクスは上場廃止となった。
2023年末、AUMは3兆3357億円に達した。

## 沿革
- 1995年（平成7年）4月 - ケネディ・ウィルソン・ジャパン株式会社として東京都千代田区麹町三丁目12番12号に設立。
- 1997年（平成9年）10月 - 債権投資マネジメント事業を開始。
- 1998年（平成10年）
  - 8月 - 本社を東京都港区西新橋一丁目6番15号に移転。
  - 9月 - 米国機関投資家に債権投資支援。
- 1999年（平成11年）2月 - 川崎市にあるデータセンタービル投資への支援。本案件の資金調達において、国内最初の不動産ノンリコースローンをアレンジ。アセットマネジメント事業へ本格参入。
- 2002年（平成14年）
  - 1月 - 本社を東京都港区新橋二丁目2番9号のNTB・Mビル（のちのKDX新橋ビル[注 1]）に移転。
  - 2月 - 大阪証券取引所ヘラクレスに上場。
- 2003年（平成15年）
  - 8月 - 三井物産と業務提携契約を締結し、同社に対する第三者割当増資を実施。
  - 12月 - 東京証券取引所2部に上場。
- 2004年（平成16年）12月 - 同証券取引所1部に上場。
- 2005年（平成17年）
  - 5月 - ケネディクス株式会社に商号変更。日本ロジスティクスファンド投資法人が東京証券取引所に上場。
  - 7月 - ケネディクス不動産投資法人（のちのケネディクス・オフィス投資法人）が東京証券取引所に上場。
- 2007年（平成19年）4月 - 豪州市場にチャレンジャー・ケネディクス・ジャパントラスト (Challenger Kenedix Japan Trust) を上場（2010年に非上場化）。
- 2012年（平成24年）4月 - ケネディクス・レジデンシャル投資法人（のちのケネディクス・レジデンシャル・ネクスト投資法人）が東京証券取引所に上場。
- 2013年（平成25年）10月 - 事業拡大に伴い、グループの事務所を東京都中央区日本橋兜町6番5号のKDX日本橋兜町ビルに一部移転[4]。
- 2015年（平成27年）2月 - ケネディクス商業リート投資法人が東京証券取引所に上場。
- 2017年（平成29年）11月 - 本社を東京都千代田区内幸町二丁目1番6号の日比谷パークフロントに移転[5]。
- 2021年（令和3年）
  - 1月 - 三井住友ファイナンス&リースの孫会社であるSMFLみらいパートナーズインベストメント2号株式会社が、株式公開買付け（TOB）により62.35%の株式を取得。同社の子会社となる[6]。
  - 3月 - 東京証券取引所1部上場廃止。株式併合により株主がSMFLみらいパートナーズインベストメント2号株式会社、及びARA Real Estate Investors 30 Limitedのみとなる[7]。
- 2023年（令和5年）11月 - ケネディクス・オフィス投資法人が、ケネディクス・レジデンシャル・ネクスト投資法人及びケネディクス商業リート投資法人を吸収合併し、KDX不動産投資法人に商号変更[8][9]。

## グループ会社
- ケネディクス不動産投資顧問株式会社 - REITの資産運用会社。公募REITのKDX不動産投資法人（ケネディクス・レジデンシャル・ネクスト投資法人及びケネディクス商業リート投資法人を吸収合併）と私募REITのケネディクス・プライベート投資法人の運用を担う。
- ケネディクス・インベストメント・パートナーズ株式会社 - 私募ファンドの資産運用会社。
- ビットリアルティ株式会社 - 投資型クラウドファンディングの運営等。
- ケネディクス・プロパティ・デザイン株式会社 - プロパティマネジメント業務、サービスアパートメント、サービスオフィス、ホテルの運営等。
- ケネディクス・エンジニアリング株式会社 - 工事管理業務等。

## 同業他社
- いちごグループホールディングス